# Antônio José Quim
Antônio José Quim (? —?) foi um político brasileiro.
Foi presidente da província do Maranhão, de 3 a 5 de maio de 1834 e de 30 de outubro de 1834 a 21 de janeiro de 1835.